# Neurocalyx zeylanicus
Neurocalyx zeylanicus là một loài thực vật có hoa trong họ Thiến thảo. Loài này được Hook. mô tả khoa học đầu tiên năm 1837.